# إميلح

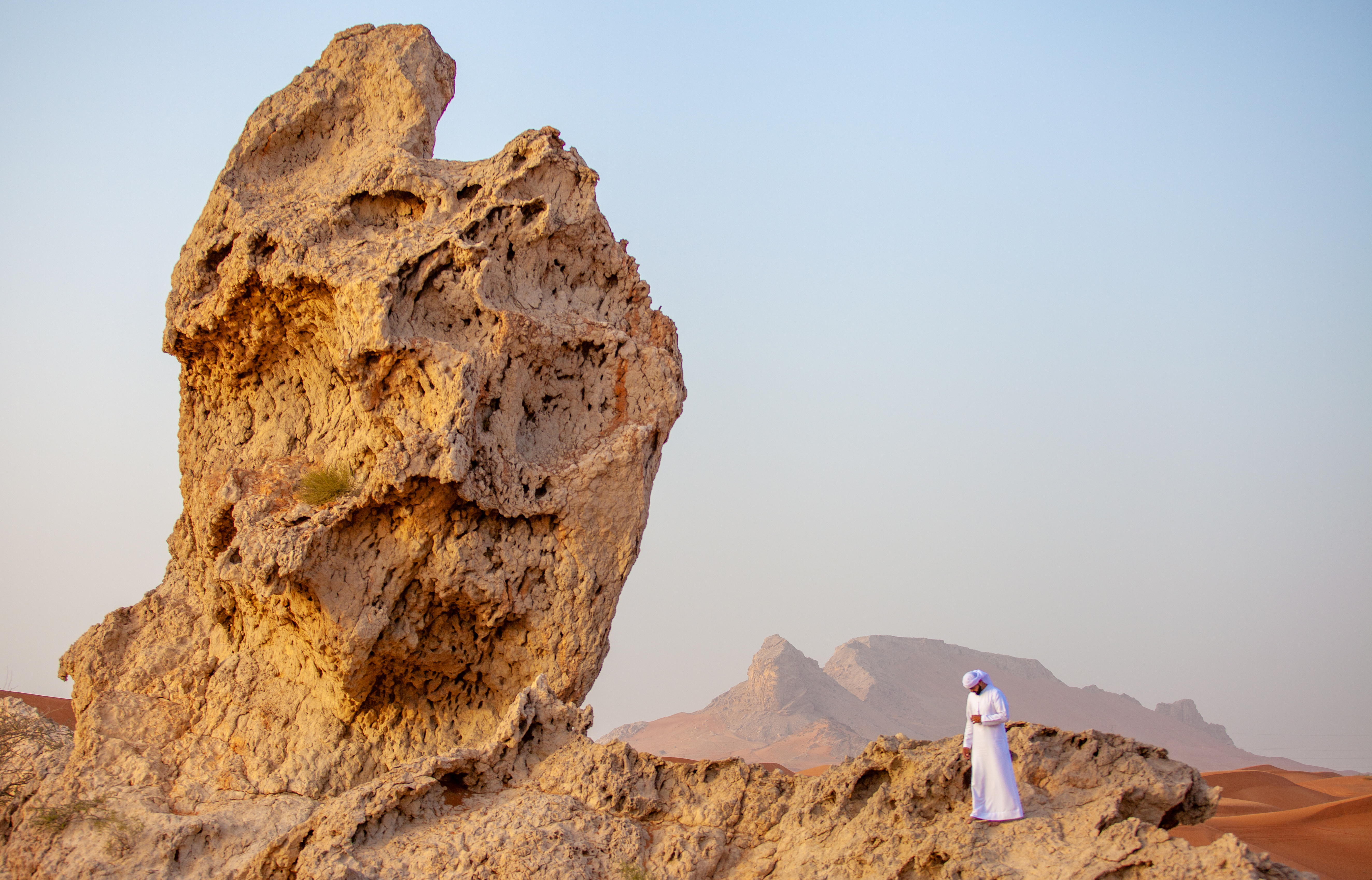
جبل إميلح في الشارقة

إميلح هو جبل صغير يقع في سهل منطقة المدام في إمارة الشارقة. 

## الآثار
تعود أغلب آثاره إلى العصر الحديدي وما قبله، ولكن قد أعيد استخدام عدد من القبور القديمة في الفترة التي سبقت الإسلام. ومن هذه القبور قبر يضم هيكلا عظمياً لرجل وبعض الأسلحة، إضافة إلى هيكل عظمي لجمل دفن في حفرة فردية مستقلة.

## وصلات خارجية
- جريدة الإمارات اليوم مواقع الشارقة الاثرية